# Flits (dammen)
Flits is een computerdamprogramma voor Windows dat in de eerste helft van de jaren 90 van de twintigste eeuw is ontwikkeld door Adri Vermeulen. Het programma kan een partij spelen en in een stelling de beste zet inclusief varianten aangeven. Flits onttroonde in 1996 titelverdediger Truus als Nederlands kampioen en werd daarna bijna elk jaar weer kampioen. De analysemogelijkheid van het programma is geïntegreerd in een versie van Turbodambase, een programma om dampartijen mee op te slaan en daarin te zoeken.